# Raver
Raver là một thành phố và là nơi đặt hội đồng đô thị (municipal council) của quận Jalgaon thuộc bang Maharashtra, Ấn Độ.

## Địa lý
Raver có vị trí 21°15′B 76°02′Đ / 21,25°B 76,03°Đ Nó có độ cao trung bình là 248 mét (813 feet).

## Nhân khẩu
Theo điều tra dân số năm 2001 của Ấn Độ, Raver có dân số 25.949 người. Phái nam chiếm 52% tổng số dân và phái nữ chiếm 48%. Raver có tỷ lệ 65% biết đọc biết viết, cao hơn tỷ lệ trung bình toàn quốc là 59,5%: tỷ lệ cho phái nam là 72%, và tỷ lệ cho phái nữ là 58%. Tại Raver, 15% dân số nhỏ hơn 6 tuổi.